# Suore domenicane del Sacro Cuore di Gesù
Le Suore Domenicane del Sacro Cuore di Gesù (sigla D.S.C.G.) sono un istituto religioso femminile di diritto pontificio.

## Storia
La congregazione fu fondata il 23 luglio 1883 nell'ex convento domenicano del Rosario di Scicli, in diocesi di Noto, dal frate predicatore Timoteo Longo insieme con madre Concezione Jannitto.
Giuseppe Vizzini, vescovo di Noto, collaborò alla rielaborazione delle costituzioni dell'istituto e volle che le suore avessero una solida formazione scolastica e universitaria per dedicarsi all'insegnamento; sotto il lungo generalato di Giuseppina Balsamo, che guidò la congregazione da 1921 al 1969, le suore aprirono numerosi collegi ed educandati (Acireale, Catania, Messina, Palermo, Roma, Trapani).
L'istituto, affiliato all'ordine dei frati predicatori dal 22 giugno 1906, ricevette il pontificio decreto di lode il 14 aprile 1937 e fu approvato definitivamente il 28 gennaio 1946.

## Attività e diffusione
Le suore si dedicano all'insegnamento e all'educazione della gioventù.
Oltre che in Italia, sono presenti in Messico; la sede generalizia è a Catania.
Alla fine del 2015 l'istituto contava 74 religiose in 15 case.